# Song Ji-hyo
Dans ce nom coréen, le nom de famille, Song, précède le nom personnel.
Song Ji-hyo (hangeul : 송지효, née Cheon Seong-im, le 15 août 1981) est une actrice sud-coréenne de cinéma et de télévision, mannequin et animatrice TV. 

## Biographie
Song Ji-hyo est notamment connue pour son interprétation du rôle de la ballerine Min Hyo Rin dans Goong - Les Heures d'une princesse, de Ye So-ya dans la série  Jumong, de la Reine dans A Frozen Flower et pour sa participation permanente dans l'émission Running man.

## Filmographie

### Films
| Année | Film                                   | Titre original                     | Rôle          | Apparitions     | Notes        |
| ----- | -------------------------------------- | ---------------------------------- | ------------- | --------------- | ------------ |
| 2003  | Whispering Corridors 3: Wishing Stairs | 여고괴담 세 번째 이야기 : 여우계단 | Yun Ji Seon   | Rôle principal  |              |
| 2004  | Some                                   | 썸                                 | Seo Yu Jin    | Rôle principal  |              |
| 2007  | Sex Is Zero 2                          |                                    | Lee Kyeong Ah | Rôle principal  |              |
| 2008  | A Frozen Flower                        | 쌍화점                             | La Reine      | Rôle principal  |              |
| 2011  | Late Blossom                           | 그대를 사랑합니다                  | Kim Yeon Ah   | Rôle secondaire |              |
| 2012  | Code Name: Jackal                      | 자칼이 온다                        | Min Jeong     | Rôle principal  |              |
| 2013  | New World                              | 신세계                             | Shin Wu       | Rôle secondaire |              |
| 2016  | 708090                                 | 708090之深圳戀歌                   | Duan Yu Rong  | Rôle principal  | Film Chinois |
| 2018  | Wind Wind Wind                         | 바람바람바람                       | Mi Young      | Rôle principal  |              |
| 2018  | Unstoppable                            | 성난황소                           | Ji-soo        | Rôle secondaire |              |
| 2020  | Intruder                               | 침입자                             | Yoo-jin       | Rôle principal  |              |

### Séries télévisées
| Année | Série télévisée                       | Titre original                | Nom du rôle                         | Rôle       | Chaîne |
| ----- | ------------------------------------- | ----------------------------- | ----------------------------------- | ---------- | ------ |
| 2006  | Goong                                 | 궁                            | Min Hyo Rin                         | Principal  | MBC    |
| 2006  | Jumong                                | 삼한지-주몽 편                | Ye So Ya, la femme de Jumong        | Secondaire | MBC    |
| 2011  | Crime Squad                           | 강력반                        | Jo Min Ju                           | Principal  | KBS 2  |
| 2011  | Gyebaek                               | 계백                          | Eun Go                              | Principal  | MBC    |
| 2013  | Heaven's Order                        | 천명 : 조선판 도망자 이야기   | Hong Da In                          | Principal  | KBS 2  |
| 2014  | Emergency Couple                      | 응급남녀                      | Oh Jin Hee                          | Principal  | tvN    |
| 2015  | A Girl Who Sees Smells                | 냄새를 보는 소녀              | Une MC de Running Man (ep 1)        | Caméo      | SBS    |
| 2015  | Ex-Girlfriend's Club                  | 구여친클럽                    | Kim Su Jin                          | Principal  | tvN    |
| 2016  | My Wife is Having an Affair this Week | 이번 주, 아내가 바람을 핍니다 | Jeong Su Yeon, la femme de Hyeon Wu | Principal  | JTBC   |
| 2016  | Entourage                             | 안투라지                      | En elle-même (ep 3)                 | Caméo      | tvN    |
| 2018  | Lovely Horrible                       | 러블리 호러블리               | Oh Eul-soon                         | Principal  | KBS 2  |

### Émission
| Année        | Titre                     | Apparation(s)                                | Chaîne |
| ------------ | ------------------------- | -------------------------------------------- | ------ |
| 2009         | Family Outing             | Invitée (épisode no 58 et 59)                | SBS    |
| 2010-présent | Running Man               | Invitée (2-5), membre permanente depuis no 6 | SBS    |
| 2010-2011    | Midnight Entertainment TV | Présentatrice (d'avril 2010 à février 2011)  | SBS    |
| 2011         | SBS Gayo Daejun           | Présentatrice (en décembre 2011)             | SBS    |

## Récompenses
| Année | Récompense                   | Catégorie                                | Nomination       | Résultat   |
| ----- | ---------------------------- | ---------------------------------------- | ---------------- | ---------- |
| 2010  | 4th SBS Entertainment Awards | Prix spécial (Variété)                   | Running Man      | Lauréat    |
| 2011  | 5th Mnet 20's Choice Awards  | Hot Variety Star                         | Running Man      | Nomination |
| 2011  | MBC Drama Awards             | Producer's Award                         | Gyebaek          | Lauréat    |
| 2011  | 5th SBS Entertainment Awards | Prix d'Excellence en Variété             | Running Man      | Lauréat    |
| 2013  | 7th SBS Entertainment Awards | Choix du Public : Prix de Popularité     | Running Man      | Lauréat    |
| 2013  | 7th SBS Entertainment Awards | Prix de Haute Excellence (Féminin)       | Running Man      | Lauréat    |
| 2014  | 2nd Annual DramaFever Awards | Meilleur Baiser avec Gary                | Running Man      | Lauréat    |
| 2014  | 10th Annual Soompi Awards    | Prix du Meilleur Couple avec Gary,       | Running Man      | Lauréat    |
| 2015  | 3rd Annual DramaFever Awards | Meilleure actrice de l'année             | Emergency Couple | Lauréat    |
| 2015  | 11th Annual Soompi Awards    | Prix de la meilleure actrice de l'année, | NC               | Lauréat    |
| 2015  | 9th SBS Entertainment Awards | Prix de Haute Excellence (Variété)       | Running Man      | Lauréat    |
| 2016  | Sina Weibo Night Awards      | Best Trans-boundary Female Artist        | NC               | Lauréat    |
| 2017  | Mapo Tax Office              | Model Taxpayer Award                     | NC               | Lauréat    |